# Stenholt Skov og Stenholt Mose
Stenholt Skov og Stenholt Mose este o arie protejată (arie specială de conservare — SAC, sit de importanță comunitară — SCI) din Danemarca întinsă pe o suprafață de 340 ha, integral pe uscat.

## Localizare
Centrul sitului Stenholt Skov og Stenholt Mose este situat la coordonatele 56°12′08″N 9°22′07″E / 56.202222°N 9.368611°E.

## Înființare
Situl Stenholt Skov og Stenholt Mose a fost declarat sit de importanță comunitară în septembrie 2001 pentru a proteja un număr necunoscut de specii din flora spontană și fauna sălbatică aflate în arealul zonei. Situl a fost protejat și ca arie specială de conservare în decembrie 2011.

## Biodiversitate
Situată în ecoregiunile atlantică și continentală, aria protejată conține 13 habitate naturale: Lacuri și iazuri distrofice naturale, Mlaștini turboase de tranziție și turbării mișcătoare, Turbării active, Izvoare petrifiante cu formare de travertin (Cratoneurion), Ape oligotrofe din câmpii nisipoase, cu un conținut foarte redus de minerale (Littorelletalia uniflorae), Mlaștini oligotrofe degradate, capabile încă de regenerare naturală, Vegetație psamofilă uscată cu Calluna și Empetrum nigrum, Mlaștini împădurite, Păduri acidofile de stejar bătrân cu Quercus robur pe câmpii nisipoase, Formațiuni ierboase bogate în specii de Nardus, dezvoltate pe substraturi silicioase în zone montane (și în zone submontane, în Europa continentală), Pajiști cu Molinia pe soluri calcaroase, turboase sau argilos-nămoloase (Molinion caeruleae), Pajiști uscate europene, Pajiști umede nord-atlantice cu Erica tetralix.
La baza desemnării sitului se află un număr nedeclarat de specii protejate.